# Grand Hôtel de Bordeaux & Spa
Le Grand Hôtel de Bordeaux & Spa est un hôtel de luxe situé à Bordeaux, place de la Comédie face au Grand Théâtre. Il fait partie de la marque InterContinental.

## Histoire
Sa façade de style néoclassique est en harmonie avec celle du Grand Théâtre, toutes deux étant créées par l’architecte Victor Louis en 1776.
Michel Ohayon, homme d'affaires Bordelais, décide en 1999 de racheter cette façade et d’autres bâtiments autour avec le projet de réaliser le Grand Hôtel.
Michel Pétuaud-Létang, architecte bordelais, a réalisé l’assemblage de huit bâtiments différents pour en faire un tout cohérent. C’est le décorateur Jacques Garcia qui s’est vu confier le soin de penser l’agencement des nombreux espaces de l’établissement.
Le Grand Hotel Bordeaux & Spa a rouvert ses portes à la fin de l’année 2007. En 2012, l'enseigne The Regent disparaît et l'hôtel devient Grand Hôtel de Bordeaux & Spa.
Depuis 2015, il est en franchise avec le groupe IHG sous la marque InterContinental.

## Description

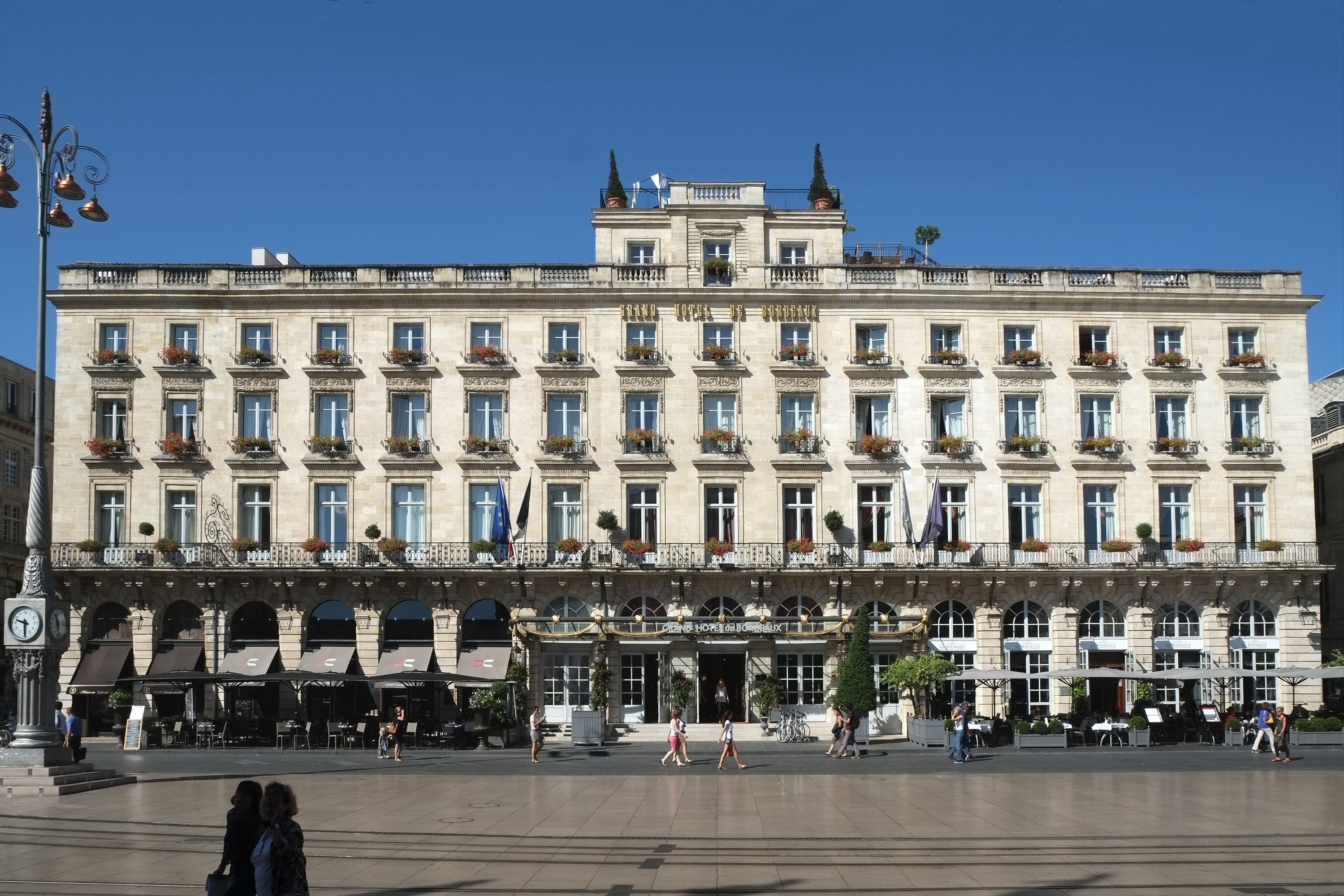
Grand Hôtel de Bordeaux.

L'hôtel propose 130 chambres dont 41 suites, la brasserie Le Bordeaux, le restaurant gastronomique Le Pressoir d'Argent par Gordon Ramsay, un bar, la Night Beach aux beaux jours sur la terrasse du dernier étage de l'établissement, le Spa Guerlain, les banquets aux salons.
Le chef Bruno Grand Clément orchestre les cuisines de la brasserie le Bordeaux, conçue dans l’esprit Belle Époque.
Le Pressoir d'Argent est un restaurant du groupe Gordon Ramsay, récompensé par deux étoiles au guide Michelin.  
L'hôtel est entièrement décoré par Jacques Garcia.
Le Spa Guerlain, d'une superficie de 1 000 m2 est situé au 5e étage de l'établissement. Il est destiné aux clients de l'hôtel mais aussi accessible à la clientèle extérieure. Il propose un bassin intérieur chauffé, jacuzzi, sauna, hammam, des soins de relaxation et de mise en beauté.